# ميغيل بيريز ألفارادو
ميغيل بيريز ألفارادو (بالإسبانية: Miguel Pérez Alvarado)‏ هو كاتب إسباني.  ولد في لاس بالماس دي غران كناريا عام 1979. عاش في مدريد بين عامي 1997 و 2013، والتي درس فيها العلوم السياسية والصحافة. تهدف كتاباته، بغض النظر عن النوع، إلى وضع الطبيعة الشعرية للغة والفكر في حالة توتر، إلى حد عدم التمييز المتبادل بينهما. منذ ظهور كتابه الأول، Teoría de la luz، في عام 2001، نشر العديد من الكتب الشعرية ونصوص المقالات، وكان مسؤولاً عن تحرير أعمال مؤلفين مختلفين. وبالمثل، ظهرت مجموعة مختارة من كتاباته وعدة تعاونات في وسائل الإعلام المكتوبة المختلفة.